# Lachman Crags
Lachman Crags är en kulle i Antarktis. Den ligger i Västantarktis. Argentina, Chile och Storbritannien gör anspråk på området. Toppen på Lachman Crags är 645 meter över havet, eller 496 meter över den omgivande terrängen. Bredden vid basen är 5,2 km.
Terrängen runt Lachman Crags är huvudsakligen kuperad, men österut är den platt. Havet är nära Lachman Crags österut. Trakten är glest befolkad. Närmaste befolkade plats är Mendel Polar Station, 8,4 kilometer norr om Lachman Crags. 